# NK-33
NK-33 và NK-43 là những động cơ tên lửa được thiết kế và chế tạo bởi Viện thiết kế động cơ Kuznetsov vào cuối những năm 1960s, đầu những năm 1970s. NK là viết tắt của nhà thiết kế động cơ Nikolai Dmitriyevich Kuznetsov. Động cơ NK-33 là một trong những động cơ tên lửa nhiên liệu LOX/RP-1 mạnh nhất từng được chế tạo, cùng với xung lực đẩy cao và khối lượng động cơ thấp. NK-33 được thiết kế và phát triển để dự kiến sử dụng trên tên lửa đẩy N1 nâng cấp. Động cơ NK-33A hiện nay đang được sử dụng trên tầng 1 của tên lửa đẩy Soyuz-2-1v. Khi nguồn cung động cơ tên lửa NK-33 cạn kiệt, Nga quyết định sử dụng động cơ RD-193 mới. Động cơ này được trang bị trên tầng 1 của tên lửa Antares 100, dù cho những động cơ này được đổi tên thành AJ-26 và các tên lửa Antares 200 và Antares 200+ mới hơn sử dụng động cơ RD-181, một biến thể của động cơ RD-191, nhưng thiết kế của động cơ là tương tự nhau (có 1 buồng đốt), không giống như động cơ RD-180 (có 2 buồng đốt) của tên lửa đẩy Atlas V và động cơ RD-170 (có 4 buồng đốt) sử dụng trên tên lửa đẩy Energia và Zenit, và RD-107, RD-108, RD-117, và RD-118 sử dụng trên tất cả các tên lửa thuộc dòng tên lửa đẩy Soyuz.

## Lịch sử

### N-1
Tên lửa N-1 ban đầu sử dụng động cơ NK-15 ở tầng đẩy 1 và NK-15V trên tầng đẩy 2. Sau khi bốn chuyến bay thử của tên lửa N-1 đều thất bại, chương trình tên lửa N-1 đã bị dừng lại. Trong khi các tất cả các bộ phận của tên lửa đều phải điều chỉnh và thiết kế lại, Kuznetsov đã cải tiến động cơ NK-15 và NK-15V thành NK-33 và NK-43 tương ứng. Tên lửa đẩy N-1 sau khi được thiết kế và điều chỉnh lại được đặt tên là N-1F. Vào thời điểm này cuộc đua lên Mặt trăng của Liên Xô đã thất bại, và chương trình không gian của Liên Xô lúc này tập trung vào phát triển tên lửa đẩy hạng nặng Energia. Tên lửa N1-F do đó chưa từng được đưa vào phóng thử nghiệm.
Sau khi chương trình tên lửa N-1 bị hủy bỏ, tất cả các công trình nghiên cứu phát triển tên lửa bị tiêu hủy. Tuy nhiên Viện thiết kế động cơ Kuznetsov đã không tiêu hủy mà cất giữ các động cơ, trị giá mỗi động cơ hàng triệu đô la, vào trong nhà kho của Viện. 30 năm sau, người Mỹ đã đến và tỏ ra quan tâm tới các động cơ này. Một trong số các động cơ đã được đưa đến Mỹ để kiểm tra và đánh giá.
Động cơ NK-33 với công nghệ đốt nhiên liệu chu trình kín là một công nghệ duy nhất và không có một động cơ nào của phương Tây tương đương nó. Các kỹ sư động cơ của phương Tây khi đó cho rằng công nghệ này là bất khả thi. Một trong những cuộc tranh luận tại điện Kremlin khi đó là việc chuyển giao động cơ NK-33 cho người Mỹ sẽ làm lộ thiết kế của động cơ sử dụng trên các ICBM của Nga vốn có thiết kế tương tự như NK-33. Thiết kế của động cơ NK-33 về sau được áp dụng trên động cơ RD-180, lớn gấp đôi NK-33. Động cơ RD-180 được sử dụng trên các tên lửa Atlas V.

### Bán cho Aerojet
Có khoảng 60 động cơ NK-33 nằm trong kho chứa của viện thiết kế Kuznetsov. Vào giữa những năm 1990s, Nga đã bán 36 động cơ cho công ty động cơ Aerojet General với giá 1,1 triệu đô la mỗi chiếc, các động cơ sau đó được chuyển đến Sacramento CA. Các thử nghiệm sau đó tại Sacramento đã cho thấy tính năng của động cơ đúng như thiết kế.
Aerojet đã tiến hành sửa đổi động cơ NK-33 và gọi chúng với cái tên khác là AJ26-58, AJ-26-59 và AJ26-62, và động cơ NK-43 được đổi tên thành AJ26-60.

### Kistler K-1
Kistler Aerospace, về sau đổi tên là Rocketplane Kistler (RpK), đã thiết kế chế tạo tên lửa K-1 xoay quanh 3 động cơ NK-33 và 1 động cơ NK-43.

### Antares

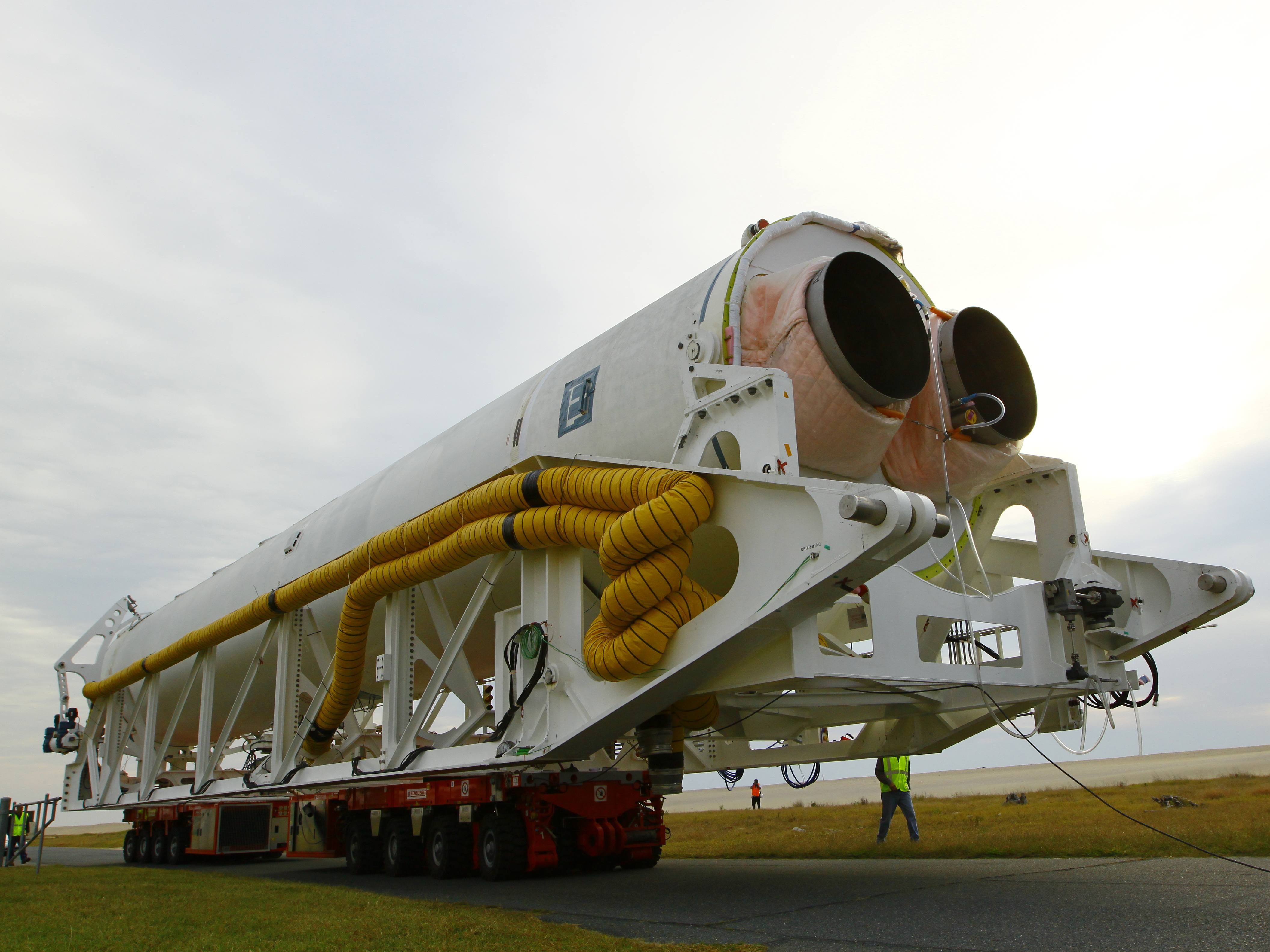
An Antares rocket being rolled out for testing, showing the two NK-33 engines

Cấu hình ban đầu của tên lửa đẩy hạng nhẹ/trung Antares của Orbital Sciences có 2 động cơ NK-33 ở tầng đẩy 1, tầng đẩy 2 dựa trên tầng đẩy Castor 30 nhiên liệu rắn, cùng với tầng đẩy thứ 3 là nhiên liệu rắn hoặc hypergolic. Động cơ NK-33 được Nga bán cho Mỹ, Mỹ sau đó đã thay đổi một chút trong thiết kế động cơ và đổi tên thành Aerojet AJ26. Những thay đổi bao gồm loại bỏ các linh kiện điện tử cũ, thay bằng linh kiện điện tử của Mỹ, thay đổi để động cơ sử dụng được nhiên liệu tên lửa của Mỹ, và sửa đổi trong hệ thống lái.
Vào năm 2010 các động cơ NK-33 đã thử nghiệm thành công để sử dụng cho tên lửa đẩy hạng nhẹ/trung Antares. Tên lửa Antares phóng thành công vào ngày 21 tháng 4 năm 2013. Đây là lần đầu tiên phóng thành công tên lửa đẩy sử dụng động cơ NK-33 vốn được sản xuất từ những năm đầu 1970s.
Aerojet đã khôi phục lại các động cơ NK-33 để sử dụng trong 16 lần phóng tên lửa đẩy cho NASA để tiếp tế cho trạm ISS. Trong số các động cơ được khôi phục có 23 động cơ được chế tạo từ những năm 1960s và 1970s. Kuznetsov không còn sản xuất động cơ NK-33 nữa, nên Orbital phải mua động cơ RD-180. Tuy nhiên hợp đồng của NPO Energomash ký kết với United Launch Alliance cản trở điều việc cung cấp động cơ nên công ty phóng vệ tinh Orbital đã khởi kiện ULA. Aerojet đưa ra đề nghị với Kuznetsov để tái sản xuất động cơ NK-33, để đáp ứng nhu cầu của Orbital. Tuy nhiên, các lỗi của động cơ đã gây ra vụ phóng tên lửa đẩy Antares năm 2014 gặp thất bại. Theo tuyên bố vào ngày 5 tháng 11 năm 2014, Orbital đã quyết định dừng sử dụng động cơ AJ-26 cho tên lửa Antares cùng với các động cơ có cùng thiết kế. Ngày 17 tháng 12 năm 2014, Orbital Sciences tuyên bố rằng công ty sẽ sử dụng động cơ RD-181 của NPO Energomash cho tên lửa Antares thế hệ 2 và đã ký hợp đồng trực tiếp với NPO Energomash về việc cung cấp 60 động cơ RD-181. Tên lửa Antares 100 sử dụng hai động cơ RD-181 này trên tầng đẩy 1.

## Hiện tại
RSC Energia dự định thiết kế tên lửa đẩy mới có tên "Aurora-L.SK", mà trong thiết kế sẽ sử dụng động cơ NK-33.

### Soyuz-2-1v
Đầu những năm 2010s dòng tên lửa đẩy Soyuz sẽ được thay thế động cơ bằng động cơ NK-33 – với trọng lượng nhẹ hơn và khả năng mang tải trọng lớn hơn; thiết kế đơn giản hơn và sử dụng phần mềm có sẵn sẽ làm giảm giá thành. TsSKB-Progress sử dụng động cơ NK-33 trên tầng 1 của tên lửa đẩy hạng nhẹ Soyuz-2-1v. Động cơ NK-33A sử dụng cho tên lửa Soyuz-2-1v đã phóng thành công vào ngày 15 tháng 1 năm 2013. Một động cơ NK-33 sẽ thay thế cho động cơ trung tâm RD-108 của tên lửa Soyuz-2-1v. Tên lửa hạng nhẹ Soyuz-2-1v cũng không trang bị 4 tầng đẩy phụ.

## Các phiên bản
During the years there have been many versions of this engine:
- NK-15 (GRAU index 11D51): Phiên bản đầu tiên trang bị trên tầng 1 tên lửa đẩy N1.
- NK-15V (GRAU index 11D52): Phiên bản động cơ NK-15 sử dụng cho môi trường chân không, sử dụng trên tầng 2 của tên lửa N1.
- NK-33 (GRAU index 11D111): Phiên bản nâng cấp, sử dụng trên tầng 1 tên lửa N1F, không bao giờ được triển khai.
- NK-43 (GRAU index 11D112): Phiên bản sử dụng trong môi trường chân không của động cơ NK-33, trang bị trên tầng đẩy 2 của tên lửa N1F, không được triển khai.
- AJ26-58 và AJ26-59: Phiên bản NK-33 được Aerojet Rocketdyne chỉnh sửa, dự định sử dụng trên tên lửa Kistler K-1.
- AJ26-62: Phiên bản động cơ NK-33 bổ sung thêm cơ cấu khớp các đăng bởi Aerojet Rocketdyne. Sử dụng trên tầng 1 dòng tên lửa Antares 100.
- NK-33A (GRAU index 14D15): Động cơ NK-33 được sửa đổi lại, sử dụng trên tầng 1 tên lửa Soyuz-2-1v.
- NK-33-1: Phiên bản động cơ NK-33 có cơ cấu các đăng. Trang bị trên tầng đẩy trung tâm tên lửa Soyuz-2.3.

## Ảnh

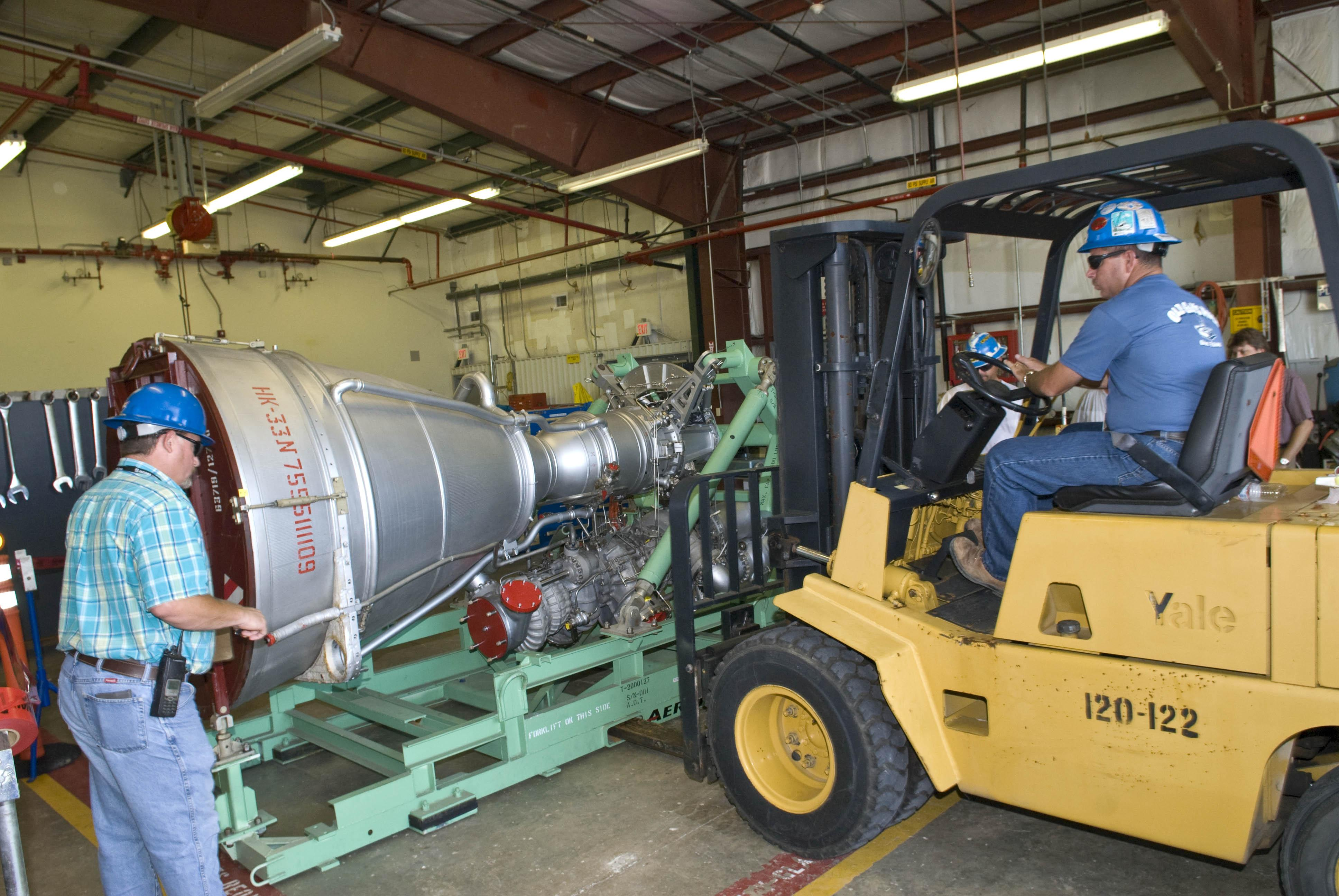
Các động cơ Aerojet AJ26 được chuyển tới trung tâm thử nghiệm John C. Stennis Space Center.
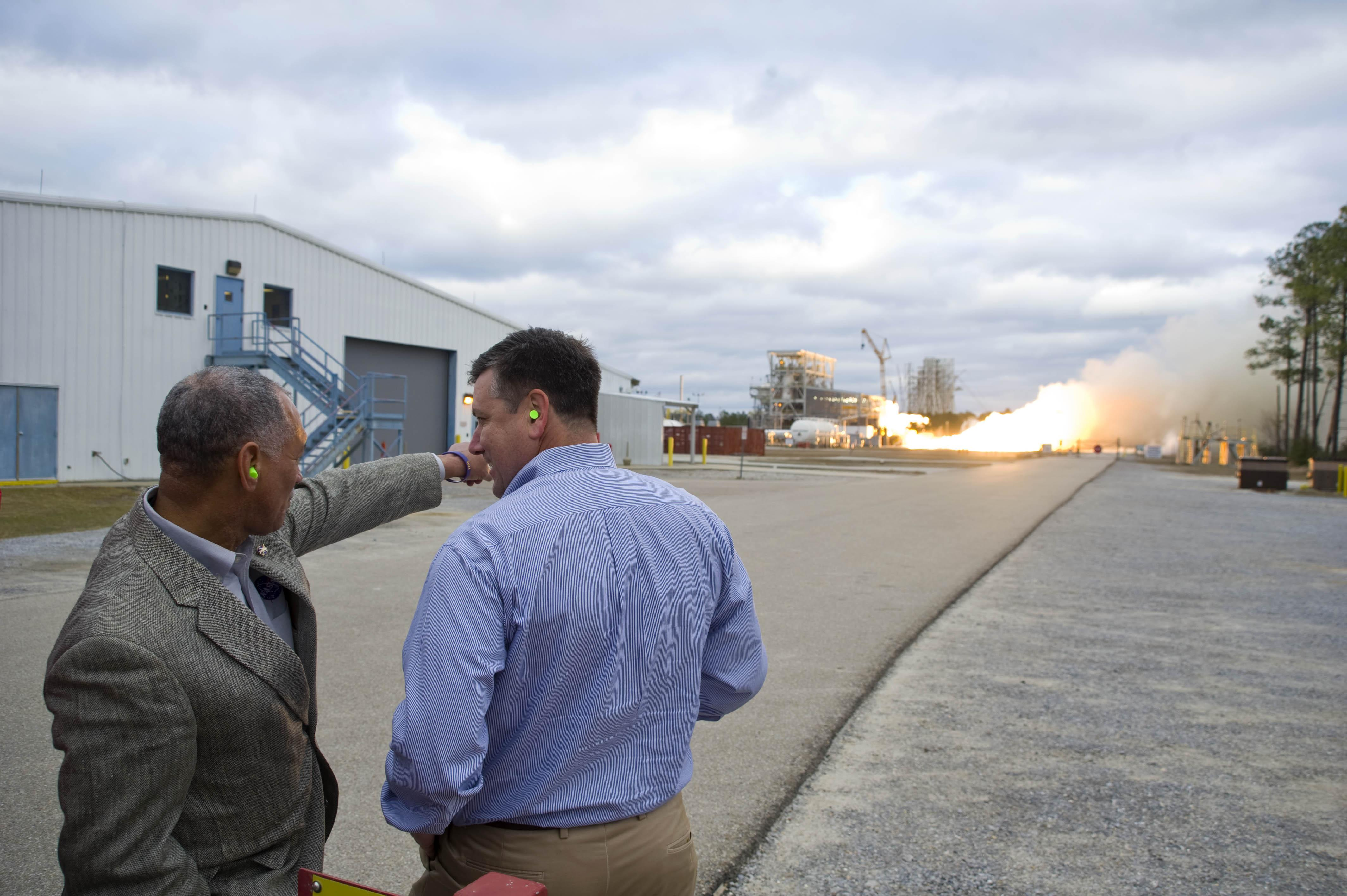
NASA Administrator Charles Bolden (left) and John C. Stennis Space Center Director Patrick Scheuermann view a test firing of the first Aerojet AJ26 flight engine.